# Jordan Canham
Jordan Alexander Canham (* 4. Juli 2000 in Avonmore) ist ein kanadischer Volleyballspieler.

## Karriere
Canham begann seine Karriere an der Tagwi Secondary School. Von 2018 bis 2023 studierte er (mit einem Jahr Unterbrechung 2020/21) an der University of Alberta und spielte in der Universitätsmannschaft Golden Bears. Nach seinem Studium ging der Diagonalangreifer und kanadische Nationalspieler zum türkischen Erstligisten Arkasspor İzmir. Mit dem Verein kam er im CEV-Pokal 2023/24 bis ins Halbfinale gegen die SVG Lüneburg. Danach wechselte er zum französischen Verein Saint-Nazaire Volley-Ball Atlantique. Mit Nazaire erreichte er die Playoffs der Champions League 2024/25. 2025 wurde Canham vom deutschen Bundesligisten SWD Powervolleys Düren verpflichtet.